# Burtnieku pagasts
Burtnieku pagasts er en territorial enhed i Burtnieku novads i Letland. Pagasten havde 1.488 indbyggere i 2010 og omfatter et areal på 187,30 kvadratkilometer. Hovedbyen i pagasten er Burtnieki.